# Bataille de Savra
Guerres serbo-ottomane
La bataille de Savra (albanais : Beteja e Savrës, serbe : Bitka na Saurskom polju, turc : Savra Muharebesi; "bataille sur le champ saurien") ou la bataille de la Vjosë a eu lieu le 18 septembre 1385 entre les ottomans et beaucoup de plus petites forces Zetans, sur le champ de Savra près de Lushnjë (dans le sud de l'Albanie moderne). Les Ottomans ont été invités par Karlo Thopia à le soutenir dans sa querelle contre Balša II.

## Contexte
En 1372, Balša II épousa Komnina, la fille de John Komnenos Asen, le despote de Valona. En tant que dot, Balša gagna les villes de Valona (Vlorë moderne), Berat et Kaninë (dans le sud de l'Albanie moderne), situé dans la province d'Asen. En 1385, Balša II a conquis Durazzo (Durrës moderne), vraisemblablement de Karl Topia. Dans une charte à Raguse émise en avril 1385, il se fait appeler « duc de Durazzo ». L'expansion du royaume de Balšić dans l'Épire l'a amené à la ligne de front contre les Ottomans. Conscient des aspirations ottomanes à son territoire, le 8 août 1385, Balša II demanda aux Vénitiens de le soutenir avec quatre galères.

### Bataille
Karlo Thopia a invité les Ottomans à le soutenir en conflit avec Balša II. L'invitation de Thopia a été acceptée et Hayreddin Pacha a amené ses forces de la région d'Ohrid (Macédoine moderne) au champ de Saurian, près de Lushnjë. La nouvelle de l'incursion des forces ottomanes dans la région de Berat a atteint Balša II alors qu'il était à Durrës. Selon Mavro Orbini, Balša II a rassemblé mille hommes à Durrës et ignorant les conseils de ses nobles, s'est dirigé vers les pillards ottomans. Sans surprise, les petites forces de Balša ont eu peu de succès et Balša II a été tué. Le travail d'Orbini est la seule source qui mentionne Ivaniš Mrnjavčević comme participant à cette bataille. Certains chercheurs pensent qu'il n'existait même pas, tandis que d'autres croient qu'il n'était pas un seigneur médiéval indépendant, mais un membre fidèle de la famille Balšić. Une autre personne mentionnée uniquement par Orbini est le voïvode de Balša Đurađ Krvavčić, décrit comme un guerrier courageux qui est également mort dans cette bataille. Mavrini explique que le corps de Balša II a été décapité et sa tête emmenée à Hayreddin Pacha.

### Conséquences
Puisque les Ottomans étaient victorieux, la plupart des seigneurs locaux serbes et albanais sont devenus des vassaux. Immédiatement après cette bataille, Thopia a repris Durrës, probablement sous la suzeraineté ottomane. Les Ottomans ont capturé Krujë, Berat et Ulcinj et se sont bientôt retirés d'eux en gardant seulement Kastoria sous leur contrôle permanent. Certaines sources expliquent que les Ottomans sont probablement restés à Berat avec l'intention de l'utiliser comme point de départ pour capturer Vlorë.
Le travail de Mavro Orbini (Le royaume des Slaves) est l'une des principales sources primaires sur cette bataille. Il contient de nombreuses données incorrectes et imprécises. Une autre source principale sur la bataille de Savra est Marin Barleti qui a expliqué que Balša II était courageux et idéaliste.
Cette bataille a jeté les bases d'une présence ottomane séculaire dans cette partie des Balkans. L'historien serbe Stojan Novaković a souligné que l'importance de la bataille pour ces seigneurs serbes et albanais était comparable à celle de la bataille de Maritsa et de la bataille de Kosovo Polje ensemble. Le résultat important de cette bataille fut l'afflux d'Albanais dans les forces ottomanes qui avaient été une source importante de sa force au cours des 527 années suivantes.

## Sources
- John V. A. Fine, The Late Medieval Balkans : A Critical Survey from the Late Twelfth Century to the Ottoman Conquest, University of Michigan Press, 1994 (ISBN 0-472-08260-4, lire en ligne)
- Aleksa Ivić, Dušan Mrđenović, Dušan Spasić et Aleksandar Palavestra, Rodoslovne tablice i grbovi srpskih dinastija i vlastele, Nova knj., 1987 (lire en ligne)
- Machiel Kiel, Ottoman architecture in Albania, 1385-1912, Research Centre for Islamic History, Art and Culture, 1990, 342 p. (ISBN 978-92-9063-330-3, lire en ligne)
- Mauro Orbini, Il Regno de gli Slavi hoggi corrottamente detti Schiavoni, Pesaro, Apresso Girolamo Concordia, 1601 (lire en ligne)
- Мавро Орбин, Краљевство Словена, Београд, Српска књижевна задруга,‎ 1968 (lire en ligne)